# Theretra tessmanni
Theretra tessmanni är en fjärilsart som beskrevs av Gehlen. 1927. Theretra tessmanni ingår i släktet Theretra och familjen svärmare. Inga underarter finns listade i Catalogue of Life.